# Mercedes Lander
Mercedes Sherida Lander (Edmonton, 25 de enero de 1984) es la baterista del grupo canadiense de metal alternativo Kittie. Su hermana, Morgan Lander, también toca en la misma banda.